# 保羅·特羅登紐斯
保羅·特羅登紐斯（荷蘭語：Paulus Traudenius；—1643年7月9日），又譯保羅·杜拉弟紐司、特勞德:121-123,610、特勞典牛氏（其名亦有譯拉丁化的保魯斯），荷蘭豪達人，曾於1640年至1643年期間擔任荷屬台灣第6任台灣長官。西班牙在台灣的經營因不敷成本而在1637年裁軍，他認為是絕佳的時機而在1641年與1642年兩次派軍攻打西班牙控制的雞籠，奪得北台灣統治權。
特羅登紐斯是豪達當地教師的後裔。他的祖父，亦名為保羅·特羅登紐斯，於1573年，宗教改革之後，成為當地拉丁語學校的首任校長；並將其原本的姓氏改為拉丁化的。1630年，他登記成為荷蘭東印度公司於台灣大員的商人。1633年，他成為交趾支那的首席商人，且仍活躍於澎湖及台灣。他有兩次婚姻，1633年在巴達維亞與來自鹿特丹的伊麗莎白·德·梅斯特（Elisabeth de Meester）結婚，於1641年再與前任台灣長官約翰·范·德·勃爾格的寡婦阿德里安娜·奎娜（Adriana Quina）於熱蘭遮城結婚。1643年，他從台灣調回巴達維亞，不久後逝世。